# Adolf Prokop
Adolf Prokop (* 2. Februar 1939 in Altenbuch, Landkreis Trautenau) ist ein ehemaliger deutscher Fußballschiedsrichter und früherer Offizier der DDR-Staatssicherheit.
Er spielte von 1950 bis 1958 Fußball bei Traktor Schlotheim. Beruflich wurde Prokop als Inspektor im VEB Weimar-Werk tätig.
Zwischen 1958 und 1988 amtierte er als Schiedsrichter für den Deutschen Fußball-Verband der DDR (DFV) und kam zwischen 1969 und 1988 auf 283 Punktspielbegegnungen in der höchsten Spielklasse der DDR, der Oberliga. Das erste Oberligaspiel, das Prokop leitete, war am 27. August 1969 die Begegnung 1. FC Magdeburg – Chemie Halle. Von 1973 bis 1988 stand er auf der FIFA-Schiedsrichterliste und absolvierte in diesem Bereich 87 Schiedsrichtereinsätze (27 Länderspiele, 60 Europacupspiele). Sein erstes A-Länderspiel leitete er am 26. Mai 1974 zwischen den Niederlanden und Argentinien in Amsterdam.
Als international anerkannter und einer der erfolgreichsten deutschen FIFA-Schiedsrichter nahm er an den Fußball-Weltmeisterschaften 1978 in Argentinien, 1982 in Spanien, an den Fußball-Europameisterschaften 1980 in Italien und 1984 in Frankreich sowie den Olympischen Sommerspielen in Montreal 1976 teil.
Er leitete drei Finalspiele der europäischen Vereinswettbewerbe zwischen den großen Mannschaften der damaligen Zeit. Unter seiner Leitung standen das Europa-Supercup-Finale (1) 1979 zwischen Nottingham Forest und dem FC Barcelona (1:0), das UEFA-Cup-Finale (1) 1981 zwischen Ipswich Town und dem AZ Alkmaar (3:0) sowie 1984 das Finale des Europapokals der Pokalsieger, das Juventus Turin gegen den FC Porto in Basel mit 2:1 gewann.
Im nationalen Fußball entstanden mitunter Zweifel an seiner Neutralität. Als Offizier im besonderen Einsatz des Ministeriums für Staatssicherheit wurde ihm während seiner Zeit als Schiedsrichter der DDR-Oberliga eine für den dort dominierenden BFC Dynamo günstige Parteilichkeit unterstellt.
Adolf Prokop lebt in Erfurt. Ab 1980 war er Mitglied der Schiedsrichterkommission im DFV und ab 1986 deren stellvertretender Vorsitzender. Er war Mitglied im Schiedsrichterausschuss des Thüringer Fußball-Verbandes, Schiedsrichterbeobachter und wird gern noch zu Prominentenspielen als Schiedsrichter gebeten.